# Falkušovce
Falkušovce é um município da Eslováquia, situado no distrito de Michalovce, na região de Košice. Tem 9,45 km² de área e sua população em 2018 foi estimada em 657 habitantes.

## Demografia
| Ano:        | 1994 | 2004   | 2014   | 2024   |
| ----------- | ---- | ------ | ------ | ------ |
| Broj ljudi: | 615  | 673    | 666    | 659    |
| Razlika:    |      | +9,43% | -1,04% | -1,05% |

| Ano:               | 2023 | 2024   |
| ------------------ | ---- | ------ |
| Número de pessoas: | 670  | 659    |
| Diferença:         |      | -1,64% |